# Oguzi
Oguz Turkci[nedostaje izvor] ili Turci Uzi[nedostaje izvor] (također poznati pod raznim drugim imenima i načinima pisanja kao Ghuzz, Guozz, Kuz, Oğuz, Okuz, Oufoi, Ouz, Ouzoi, Torks, Uğuz i Uz) bili su skupina nomadskih turkijskih plemena, međusobno povezanih u vrlo slobodne saveze. U IX stoljeću Oguzi iz Aralskih stepa potisnuli su Pečenege iz teritorije uz rijeke Emba i Ural prema zapadu. U X stoljeću oni su naselili stepe uz rijeke; Sarisu, Turgaj i Emba sjeverno od jezera Balhaš (u današnjem Kazahstanu).
Plemenski savez Oguza, Seldžuci, prihvatili su islam u XI stoljeću, potom su provalili u Perziju, i tamo osnovali Seldžučki sultanat.
Nalik tome, također u XI stoljeću jedan drugi paganski savez Oguza, koju ruske kronike označuju kao Uze ili Torke,  srušili su vlast Pečenega u ruskim stepama. Pritisnuti od strane drugih turkijskih horda, poput Kipčaka (ogranka saveza Kimak) u području srednjeg Irtiša ili kod rijeke Ob ovi nomadi Oguzi provalili su u prostor donjeg Dunava, te zatim prešli planinu Balkan i provalili na teritorije Balkanskog poluotoka. Ovdje su vremenom razbijeni, poraženi i potisnuti, ili su pomrli od kuge. Malobrojni preživjeli bježali su s tih prostora ili su se pridružili bizantskoj carskoj vojsci kao plaćenici (1065.)
Po svemu izgleda da su Oguzi bili u bliskoj vezi s Pečenezima. Brijali su se, a neki su njegovali male kozje bradice. Prema knjizi Atila i horde nomada, I oni su poput Kumika imali brojne rezbarene drvene kipiće, a grobovi su im bili od jednostavnog kamenog monolita.
Autori knjige reći će da su se Oguzi naselili duž ruske granice i vremenom slavenizirali, i ulazili u ruske vojne postrojbe, naročito u konjicu, tako su u XII i XIII stoljeću u ruskoj vojsci bili poznati kao Crne Kape. Oguzi su bili vojnici i u gotovo svim islamskim vojskama Bliskog istoka od XI stoljeća nadalje, u Bizantu od IX stoljeća, dospjeli su čak do vojnih postrojbi u Španjolskoj i Maroku. 
U kasnijim stoljećima, oni su se postupno prilagođavali i primijenjivali vlastite tradicije i institucije na islamski svijet, tako su postali graditelji - carskih institucija, i državotvorni element.
Jezično su Oguzi bili bliski starim Kumicima iz srednjeg Jeniseja i Oba, starim Kipčagima, koji su se kasnije naselili u južnoj Rusiji. Moderni kirgiski turkijski jezik je sličan oguskom.
Ime Oguz izvedeno je iz riječi ok, što je pak značilo strijela ili pleme. Crtež strijelca koji ispaljuje strelicu bio je na zastavi Seldžučkog sultanata, osnovanog od strane Oguza u X stoljeću.
Za njih se danas drži da predstavljaju jedan od glavnih ogranaka iz kojeg je nastao moderni turski narod.
Oguzi su predci današnjih jugozapadnih Turkijaca, koji broje preko 100 milijuna i žive na teritoriju od zapadne Azije do istočne Europe. Među njih spadaju današnji Azeri koji žive u Republici Azerbajdžanu i Iranu, zatim Turci u Turskoj i Turskoj Republici Sjeverni Cipar, balkanski Turci (Grčka, Bugarska i bivša Jugoslavija), Turkmeni u Turkmenistanu i sjeveroistočnom Iranu, kašgajski i horasanski Turci u Iranu, kao i gagauški Turci u Moldovi.

## Podrijetlo
Izvorna domovina Oguza, kao i ostalih turkijskih nomadskih plemena, bilo je područje u Uralo-Altajskoj regiji u Centralnoj Aziji. To područje poznato je kao Turkestan (također i Turan ili Transoksijana), i stanište je turkmenskih naroda od kasnog starog vijeka. Njihova masovna migracija iz Srednje Azije na zapad, odvijala se od 9. stoljeća pa nadalje, no oni su bili su prisutni u područjima zapadno od Kaspijskog mora i stoljećima prije, iako u znatno manjem broju, uz to i pomiješani s drugim turkijskim plemenima.
Na primjer, Knjiga Dede Korkuta, povijesni ep Oguških Turaka, pisan je između IX i X stoljeća.
Prema mišljenju mnogih povjesničara, korištenje riječi Oguz vezano je uz provalu Huna (220. n. e.). Naslov Oguz Kan koji je imao Mau-Tun, osnivač Hunske horde, bio je prvi znak turkijskog političkog entiteta u središnjoj Aziji.
Počevši od V st. Oguzi su bili osnivači i vladari nekoliko važnih turskih kraljevsta i carstava, među kojima su najznačajniji bili Gagauški Turkijci, Seldžuci, Safavidi i Osmanlije.

## Vanjske poveznice
- The Book of Dede Korkut (u pdf formatu)  Arhivirana inačica izvorne stranice od 5. siječnja 2012. (Wayback Machine) - na stranicama Arhiva turskih izvornih govornika (aton.ttu.edu)
- Sličnosti u epici Dede Korkuta i Alpamiša  Arhivirana inačica izvorne stranice od 9. studenoga 2020. (Wayback Machine)
- Stranice posvećene Oguz Kanu